# 巴庫水晶宮
巴庫水晶宮（亞塞拜然文：Bakı Kristal Zalı；英文：Baku Crystal Hall）是一座位於亞塞拜然巴庫的多功能室內場館，旁邊緊鄰著國旗廣場（National Flag Square）。該場館將在2012年歐洲歌唱大賽中使用。

## 歷史
阿札得電視臺（Azad Azerbaijan TV, ATV）於2011年9月8日報導，該場館將成為2012年歐洲歌唱大賽的使用場館，而歐洲廣播聯盟於2012年1月25日親自證實。
巴庫市政府於2011年8月2日將工程承包給德國阿爾卑斯建設公司（Alpine Bau Deutschland AG），並簽立合約書。 即使總工程的費用尚不確定，但政府已撥補六百萬馬納特至場館的建設。

## 概要
場館於2011年9月8日開始建造，預定在2012年3月底完工。 屆時場館將可容納23,000人，並同時含有貴賓席。
人權觀察抨擊巴庫市政府為了興建道路而對當地居民強制拆遷，而自由經濟援助公民協會（Public Association for Assistance to Free Economy）則認為此次拆遷行動是「對人權的侵害」，且「毫無正當性」可言。然而英國廣播公司（BBC）經由其他媒體報導，水晶宮的興建根本不需要這次的拆遷行動就可建造。

## 外部連結
- 負責建設公司在其網站上的巴庫水晶宮介紹